# Mykolaivka (Donetsk)
Mykolaivka (em ucraniano:  Миколаївка, em russo:  Николаевка) é uma cidade da Ucrânia, situada no Oblast de Donetsk. Tem 6,5 km² de área e sua população em 2020 foi estimada em 14.564 habitantes.